# Seznam ministrů spravedlnosti Slovenské republiky
Toto je seznam ministrů spravedlnosti Slovenské republiky, který obsahuje chronologický přehled všech členů vlády Slovenské republiky (včetně autonomních slovenských vlád za druhé republiky, vlád Slovenského státu, Sborů pověřenců i slovenských vlád v rámci československé federace) působících v tomto úřadu.

## Ministři spravedlnosti v autonomních vládách Slovenska v letech 1938-1939
| # | Jméno               | Fotografie | Strana    | Vláda                 | Funkční období                    | Poznámky                                                |
| - | ------------------- | ---------- | --------- | --------------------- | --------------------------------- | ------------------------------------------------------- |
| 1 | Ferdinand Ďurčanský |            | HSĽS-SSNJ | 1. vláda J. Tisa      | 7. října 1938 – 1. prosince 1938  | Ministr spravedlnosti, sociální péče a zdravotnictví.   |
| 2 | Miloš Vančo         |            | HSĽS-SSNJ | 2. a 3. vláda J. Tisa | 1. prosince 1938 – 9. března 1939 | Ministr spravedlností.                                  |
| 3 | Jozef Sivák         |            | HSĽS-SSNJ | vláda J. Siváka       | 9. března 1939 – 11. března 1939  | Předseda vlády a ministr všech resortů (až na finance). |
| 4 | Gejza Fritz         |            | HSĽS-SSNJ | vláda Karola Sidora   | 11. března 1939 – 14. března 1939 | Ministr spravedlnosti.                                  |

## Ministři spravedlnosti ve vládách samostatného Slovenska v letech 1939-1945
| # | Jméno       | Fotografie | Strana    | Vláda                           | Funkční období                 | Poznámky                                                           |
| - | ----------- | ---------- | --------- | ------------------------------- | ------------------------------ | ------------------------------------------------------------------ |
| 1 | Gejza Fritz |            | HSĽS-SSNJ | 4. vláda J. Tisa, vláda V. Tuky | 14. března 1939 – 5. září 1944 | Ministr spravedlnosti.                                             |
| 1 | Štefan Tiso |            | HSĽS-SSNJ | vláda Š. Tisa                   | 5. září 1944 – 4. dubna 1945   | Předseda vlády, ministr zahraničních věcí a ministr spravedlnosti. |

## Pověřenci spravedlnosti ve slovenských Sborech pověřenců (SP) v letech 1944-1960
| # | Jméno                       | Fotografie | Strana    | Sbor pověřenců | Funkční období                        | Poznámky |
| - | --------------------------- | ---------- | --------- | --- | ------------------------------------- | --- |
| 1 | Jozef Šoltész a Ivan Pietor |            | KSS DS    | SP 1. 9. - 5. 9. 44                                                                                                 | 1. září 1944 – 5. září 1944           | Pověřenci pro spravedlnost.                                                                                                |
| 2 | Jozef Šoltész               |            | KSS       | SP 5. 9. - 23. 10. 44                                                                                               | 5. září 1944 – 23. října 1944         | Pověřenec pro soudnictví (Ivan Pietor zástupcem pověřence).                                                                |
| 3 | Ivan Štefánik               |            | DS        | SP 7. 2. - 21. 2. 45 SP 21. 2. - 11. 4. 45 SP 11. 4. - 18. 9. 45 SP 18. 9. 45 - 16. 8. 46 SP 16. 8. 46 - 18. 11. 47 | 7. února 1945 – 18. listopadu 1947    | Pověřenec pro spravedlnost, od 21. února 1945 pověřenec pro soudnictví, od 11. dubna 1945 opět pověřenec pro spravedlnost. |
| 4 | Andrej Buza                 |            | DS        | SP 18. 11. 47 - 23. 2. 48                                                                                           | 18. listopadu 1947 – 26. února 1948   | Pověřenec spravedlnosti. 26. února 1948 odvolán.                                                                           |
| 5 | Július Viktory              |            | KSS (KSČ) | SP 6. 3. - 18. 6. 48 SP 18. 6. 48 - 17. 12. 54                                                                      | 6. března 1948 – 20. září 1951        | Pověřenec spravedlnosti.                                                                                                   |
| 6 | Rudolf Strechaj             |            | KSS (KSČ) | SP 18. 6. 48 - 17. 12. 54                                                                                           | 20. září 1951 – 31. ledna 1953        | Pověřenec spravedlnosti.                                                                                                   |
| 7 | Juraj Uhrín                 |            | KSS (KSČ) | SP 17. 12. 54 - 2. 8. 56 SP 2. 8. 56 - 11. 7. 60                                                                    | 17. prosince 1954 – 18. prosince 1956 | Pověřenec spravedlnosti.                                                                                                   |
| 8 | Mikuláš Kapusňák            |            | KSS (KSČ) | SP 2. 8. 56 - 11. 7. 60                                                                                             | 18. prosince 1956 – 13. března 1959   | Pověřenec spravedlnosti.                                                                                                   |
| 9 | Ladislav Gešo               |            | KSS (KSČ) | SP 2. 8. 56 - 11. 7. 60                                                                                             | 13. března 1959 – 11. července 1960   | Pověřenec spravedlnosti.                                                                                                   |

## Pověřenci spravedlnosti a předsedové příslušných komisíSNRv letech 1960-1968
| # | Jméno         | Fotografie | Strana    | SNR                         | Funkční období                      | Poznámky                                          |
| - | ------------- | ---------- | --------- | --------------------------- | ----------------------------------- | ------------------------------------------------- |
| 1 | Ladislav Gešo |            | KSS (KSČ) | SNR 1960-1964               | 14. července 1960 – 27. června 1963 | Pověřenec a předseda komise SNR pro spravedlnost. |
| 2 | Peter Colotka |            | KSS (KSČ) | SNR 1960-1964 SNR 1964-1968 | 27. června 1963 – 29. prosince 1968 | Pověřenec a předseda komise SNR pro spravedlnost. |

## Ministři spravedlnosti ve vládách Slovenska v rámci československé federace
| # | Jméno            | Fotografie | Strana    | Vláda                                                          | Funkční období                        | Poznámky |
| - | ---------------- | ---------- | --------- | -------------------------------------------------------------- | ------------------------------------- | --- |
| 1 | Felix Vašečka    |            | KSS (KSČ) | vláda Š. Sádovského a P. Colotky                               | 2. ledna 1969 – 3. prosince 1970      | Ministr spravedlnosti. |
| 2 | Pavol Király     |            | KSS (KSČ) | vláda Š. Sádovského a P. Colotky, 2., 3. a 4. vláda P. Colotky | 3. prosince 1970 – 30. listopadu 1982 | Ministr spravedlnosti. |
| 3 | Ján Pješčák      |            | KSS (KSČ) | 4. vláda P. Colotky, vláda P. Colotky, I. Knotka a P. Hrivnáka | 30. listopadu 1982 – 20. dubna 1988   | Ministr spravedlnosti. |
| 4 | Milan Čič        |            | KSS (KSČ) | vláda P. Colotky, I. Knotka a P. Hrivnáka                      | 20. dubna 1988 – 8. prosince 1989     | Ministr spravedlnosti. |
| 5 | Ladislav Košťa   |            | VPN       | vláda M. Čiče, 1. vláda V. Mečiara                             | 12. prosince 1989 – 22. dubna 1991    | Ministr spravedlnosti. |
| 6 | Marián Posluch   |            | VPN       | vláda J. Čarnogurského                                         | 23. dubna 1991 – 24. června 1992      | Ministr spravedlnosti. |
| 6 | Katarína Tóthová |            | HZDS      | 2. vláda V. Mečiara                                            | 24. června 1992 – 31. prosince 1992   | Ministryně spravedlnosti. Po zániku federace pokračovala ve vládě dál, nyní již jako ministryně vlády samostatného Slovenska. |

## Ministři spravedlnosti samostatného Slovenska
| #  | Jméno            | Fotografie | Strana                   | Vláda                              | Funkční období                      | Poznámky                                           |
| -- | ---------------- | ---------- | ------------------------ | ---------------------------------- | ----------------------------------- | -------------------------------------------------- |
| 1  | Katarína Tóthová |            | HZDS                     | 2. vláda V. Mečiara                | 1. ledna 1993 – 15. března 1994     | Ministryně spravedlnosti.                          |
| 2  | Milan Hanzel     |            | SDĽ                      | vláda J. Moravčíka                 | 15. března 1994 – 13. prosince 1994 | Ministr spravedlnosti.                             |
| 3  | Jozef Liščák     |            | ZRS                      | 3. vláda V. Mečiara                | 13. prosince 1994 – 30. října 1998  | Ministr spravedlnosti.                             |
| 4  | Ján Čarnogurský  |            | SDK                      | 1. vláda M. Dzurindy               | 30. října 1998 – 15. října 2002     | Ministr spravedlnosti.                             |
| 5  | Daniel Lipšic    |            | KDH                      | 2. vláda M. Dzurindy               | 16. října 2002 – 8. února 2006      | Místopředseda vlády a ministr spravedlnosti.       |
| 6  | Lucia Žitňanská  |            | SDKÚ                     | 2. vláda M. Dzurindy               | 8. února 2006 – 4. července 2006    | Místopředsedkyně vlády a ministryně spravedlnosti. |
| 7  | Štefan Harabin   |            | ĽS-HZDS                  | 1. vláda R. Fica                   | 4. července 2006 – 23. června 2009  | Místopředseda vlády a ministr spravedlnosti.       |
| 8  | Robert Fico      |            | SMER-SD                  | 1. vláda R. Fica                   | 26. června 2009 – 3. července 2009  | Pověřen řízením.                                   |
| 9  | Viera Petríková  |            | ĽS-HZDS                  | 1. vláda R. Fica                   | 3. července 2009 – 8. července 2010 | Místopředsedkyně vlády a ministryně spravedlnosti. |
| 10 | Lucia Žitňanská  |            | SDKÚ-DS                  | vláda I. Radičové                  | 8. července 2010 – 4. dubna 2012    | Ministryně spravedlnosti.                          |
| 11 | Tomáš Borec      |            | nestraník za SMER-SD     | 2. vláda R. Fica                   | 4. dubna 2012 – 23. března 2016     | Ministr spravedlnosti.                             |
| 12 | Lucia Žitňanská  |            | Most-Híd (dříve SMER-SD) | 3. vláda R. Fica                   | 23. března 2016 – 22. března 2018   | Ministryně spravedlnosti.                          |
| 13 | Gábor Gál        |            | Most-Híd                 | vláda P. Pellegriniho              | 22. března 2018 – 20. března 2020   | Ministr spravedlnosti.                             |
| 14 | Mária Kolíková   |            | SaS (dříve ZA ĽUDÍ)      | vláda I. Matoviče, vláda E. Hegera | 21. března 2020 – 13. září 2022     | Ministryně spravedlnosti.                          |
| 17 | Viliam Karas     |            | nestraník                | vláda E. Hegera                    | 13. září 2022 – 15. května 2023     | Ministr spravedlnosti.                             |
| 18 | Jana Dubovcová   |            | nestranička              | vláda Ľ. Ódora                     | 15. května 2023 – 25. října 2023    | Ministryně spravedlnosti.                          |
| 19 | Boris Susko      |            | SMER-SD                  | 4. vláda R. Fica                   | od 25. října 2023                   | Ministr spravedlnosti.                             |